# San Genaro Norte
San Genaro Norte era uma comuna da província de Santa Fé, na Argentina, unificada em 2006 com San Genaro.